# Dżahangir

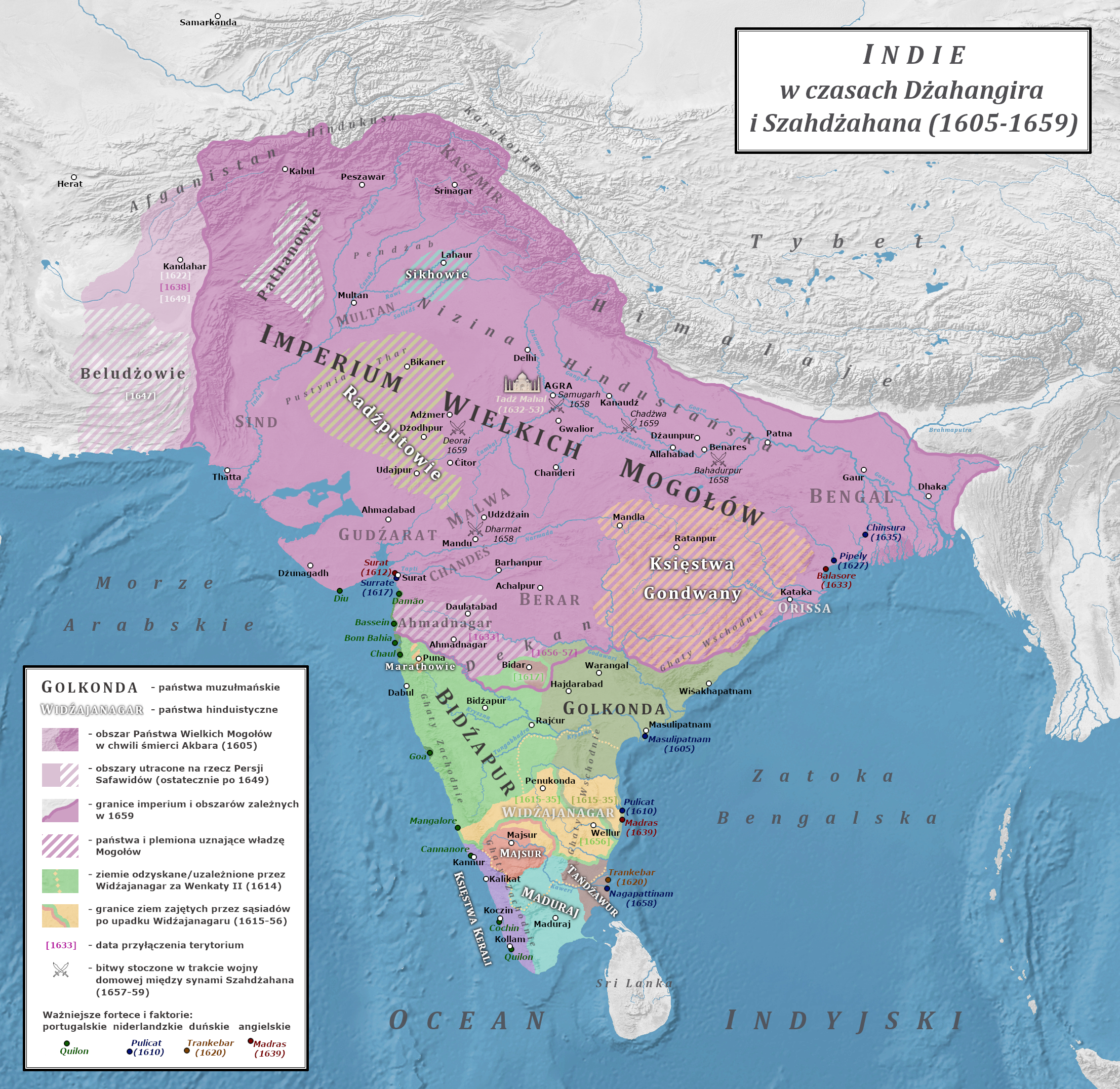
Państwo Wielkich Mogołów za panowania Dżahangira

Nur ad-Din Salim Dżahangir نور الدین جهانگیر (ur. 31 sierpnia 1569 w Fatehpur Sikri, zm. 28 października 1627 w Lahaur) – władca imperium Wielkich Mogołów w latach 1605–1627. Imię Dżahangir w języku perskim oznacza – Władca Świata, Nur ad-Din natomiast w języku arabskim to Światło Wiary.

## Narodziny
Przyszły mogolski władca, pierwszy syn cesarza Akbara Wielkiego, otrzymał imię Salim na cześć Shaikha Salima Chisti – czczonego w tamtych czasach mędrca. Był swego rodzaju cudem – wszystkie pozostałe dzieci Akbara umierały we wczesnym dzieciństwie. Pewnego dnia potężny cesarz spotkał we wsi Sikri niedaleko Agry mędrca, który przepowiedział mu, że będzie miał trzech synów, a pierwszy przyjdzie na świat już niebawem i odziedziczy po nim koronę. Podobno starzec zabił własnego syna, aby jego dusza mogła zaznać reinkarnacji w osobie cesarskiego potomka. Proroctwo okazało się prawdziwe, a w miejscu spotkania owego mędrca Akbar kazał wybudować miasto Fatehpur Sikri.

## Dzieciństwo i małżeństwa
Akbar zadbał o to, aby jego pierworodny syn otrzymał staranną edukację. Książę Salim biegle władał językiem perskim, tureckim, arabskim i urdu, ćwiczył się w walce i przyuczał do przejęcia pewnego dnia obowiązków cesarza. 
W świecie arabskim małżeństwa władców były zawierane głównie ze względów politycznych, często już przez nastolatków (islam dopuszcza posiadanie czterech żon). Pierwszą żoną Salima została jego kuzynka Man Bai (luty 1585 roku). Od tego czasu zawarł on wiele intratnych związków z członkiniami arystokratycznych rodów, a jedną z jego faworyt była Dżagat Gosini, matka księcia Churrama, przyszłego cesarza Szahdżahana – budowniczego mauzoleum Tadź Mahal.
Jednak małżonką Dźahangira, która odcisnęła największe piętno na historię była Mihrunissa znana również jako cesarzowa Nur Dżahan. Mihrunissa była wdową po Szer Afganie (wojskowym dowódcy, który wsławił się w kampaniach wojennych, m.in. ratując życie młodemu wtedy księciu Salimowi, jednak po koronacji spiskował przeciw niemu i zabił jego mlecznego brata), córką cesarskiego skarbnika – Ghijas-bega. Była to kobieta niezwykłej witalności, urody i inteligencji. Kiedy po śmierci swojego ojca, książę Salim wstąpił na tron, przyjmując imię Dżahangir, 36-letnia wówczas Mirunnisa została damą dworu jego przybranej matki, Rakajji Sultan Begam. Kiedy podczas uroczystości nowego roku cesarz spotkał piękną wdowę na zorganizowanym w haremie bazarze, bez pamięci się w niej zakochał. Ceremonia zaślubin odbyła się w maju 1611 roku i Mihrunnisa została dwudziestą z kolei i ostatnią żoną Dżahangira. Od tej pory darzył on swoją ulubioną małżonkę wyjątkowo silnym uczuciem. Historia miłości tej pary dała początek wielu wspaniałym legendom. O dążeniu Mihrunnisy do małżeństwa z Dżahangirem można przeczytać w książce Indu Sundaresan pt. 'Dwudziesta żona'; Natomiast o ich małżeństwie w kontynuacji pt. 'Święto róż'.

## Autobiografia
Dżahangir był dobrym pisarzem. Historię swojego życia zanotował w autobiografii – Tuzk-e-Dżahangiri. Jako miłośnik natury zawarł w niej również opisy dzikiej przyrody, oraz namalowane własnoręcznie pejzaże. Niektóre z nich wciąż można odnaleźć w muzeach.

## Śmierć
Cesarz Dżahangir zmarł w 1627 roku, jako władca wielkiego imperium. Jego następcą został jego trzeci syn Churram. Pochowany został w Shahdara Bagh na przedmieściach Lahaur w dzisiejszym Pakistanie. Po śmierci w przyległym mauzoleum została pochowana również Mihrunnisa. Kompleks grobowy cesarskiej pary jest dziś najchętniej odwiedzanym przez turystów zabytkiem miasta.